# Transneft
Transneft (del ruso: Транснефть) es una compañía rusa de control estatal responsable de los oleoductos nacionales. Fue fundada en 1993 y posee el mayor sistema de oleoductos del mundo, con una red total de una longitud de casi 50.000 km. Transneft transporta cerca del 93% del petróleo producido en Rusia. La compañía tiene su sede en Moscú y está dirigida por Nikolái Tókarev.

## Historia
Transneft fue establecida de acuerdo con el Decreto Presidencial nº 1403 con fecha 17 de noviembre de 1992 y la resolución nº810 del Gobierno ruso de fecha 14 de agosto de 1993, y es el sucesor legal de Glavtransneft (Departamento Principal de Producción para el Transporte y Suministros del Ministerio de la Industria del Petróleo de la URSS), con el 100% de las acciones en manos del Estado. El 16 de abril de 2007, Transnefteproduct, una compañía concerniente con el transporte de productos petroleros refinados, fue fusionada con Transneft.

### Acusaciones de proyectos de oleoductos
Documentos presentados por Transneft a la Auditoría de la Cámara Rusa en 2008 se hallaron en disposición de Alekséi Navalny, accionista minoritario de Transneft JSC. Los papeles, publicados el 16 de noviembre de 2010, contienen información que contemplan múltiples delitos económicos cometidos por empleados de Transneft, sus estructuras filiales y contratistas en la construcción del Oleoducto Siberia Oriental - Océano Pacífico. Los documentos describen a los ejecutivos de Transneft creando una serie de empresas ficticias para pasar como contratistas del proyecto de oleoducto de Transneft.
Navalny envió una auditoría indicando el fraude en la contratación había causado un costo para Transneft de $4.000 millones. Tanto Transneft como la oficina de auditoría del gobierno, cuyos documentos Navalny dijo haber remitido, negaron las afirmaciones de corrupción. El primer ministro Vladímir Putin reclamó una investigación sobre las alegaciones.
Todos los hechos de robo y fraude han sido confirmados por la dirección de la compañía. Los informes que registran los incumplimientos fueron autorizados por funcionarios.

## Dirección

Encuentro entre Dmitri Medvédev y Nikolái Tókarev en relación la oleoducto de Siberia Oriental - Océano Pacífico (2008).

Consejo de Directores (a octubre de 2012):
- Matthias Warnig (Presidente del Consejo)
- Nikolái Tókarev (Presidente del Consejo & Presidente)
- Andréi Vólkov
- Olga Kóstina
- Ígor Makárov
- Rayr Simonián
- Iliá Shcherbóvich